# Vjatsjeslav Solovjov
Vjatsjeslav Solovjov (Russisch: Вячеслав Дмитриевич Соловьёв) (Moskou, 18 januari 1925 - aldaar, 7 september 1996) was een  voetballer en trainer en uit de Sovjet-Unie. 

## Biografie
Solovjov begon zijn carrière bij CDKA Moskou, dat later CDSA Moskou werd. Met de club won hij vijf titels en twee bekers. Na een kort verblijf bij MVO Moskou sloot hij zijn carrière af bij Torpedo Moskou.
Na zijn spelerscarrière werd hij trainer en won met Dinamo Kiev de titel in 1961. Hij coachte vele clubs.